# Jane Austen's House Museum

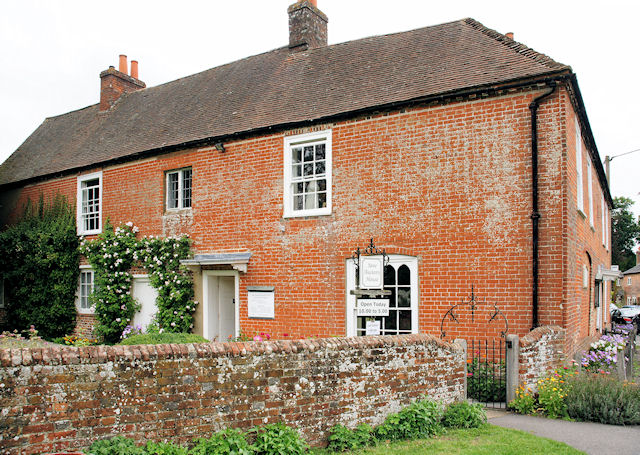
Jane Austens hus i Chawton.

Jane Austen's House Museum är ett författarmuseum i Chawton i Hampshire, Storbritannien. Museet är inrymt i Chawton Cottage, det 1600-talshus som författaren Jane Austen var bosatt i under den senare delen av sitt liv. Det var under denna tid i hennes liv som hennes sex romaner färdigställdes. Huset är ett Grade 1-byggnadsminne sedan 1963.

## Jane Austens bostad
Huset var ursprungligen bostad för lokala lantbrukare, och blev därefter en pub, The New Inn, mellan 1781 och 1787. Under tiden som pub skedde två mord i lokalerna, och efter det andra mordet kom huset istället att hyras ut av den lokala godsherren, Jane Austens bror Edward Austen Knight, till hans förvaltare Bridger Seward.
Edward Austen Knight kom sedermera att upplåta huset som permanent bostad åt sin mor och sina systrar. Jane Austen, hennes mor, systern Cassandra och Martha Lloyd, en god vän till familjen, bodde här från 7 juli 1809 till maj 1817, då Jane Austen flyttade till Winchester för att söka läkarvård. Hon avled i Winchester 18 juli 1817. Hennes mor och syster bodde kvar i huset till deras respektive frånfälle 1827 och 1845. 
Jane Austen hade redan tre opublicerade romanutkast när hon flyttade till Chawton; dessa var Förnuft och känsla, Stolthet och fördom och Northanger Abbey. Hon bearbetade dessa manuskript här innan de slutligen publicerades. Det var också i detta hus som hon författade Mansfield Park, Emma och Övertalning, samt påbörjade det ofullbordade utkastet till Sanditon.

## Museum

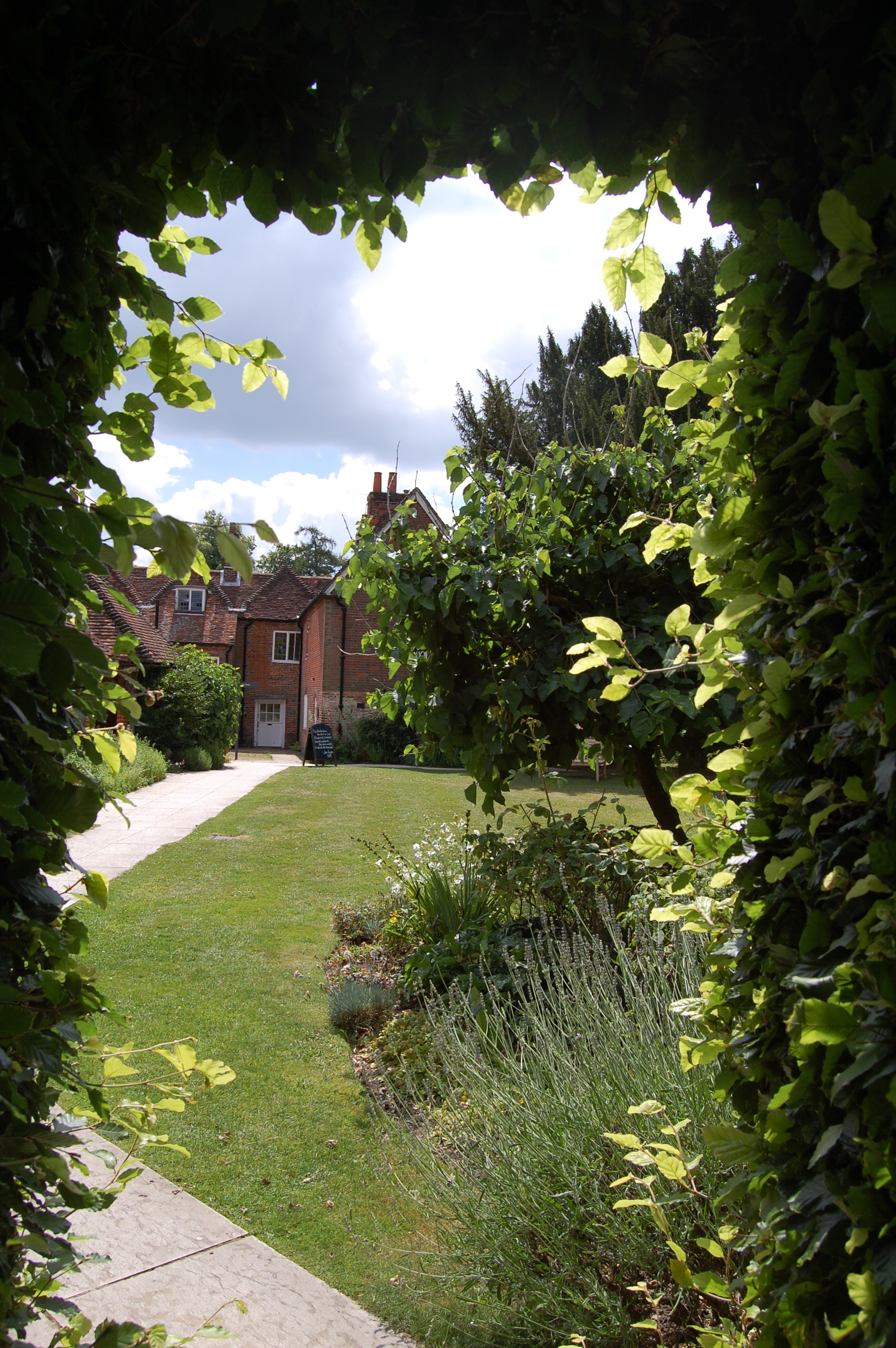
Vy mot bostadshuset från trädgården.

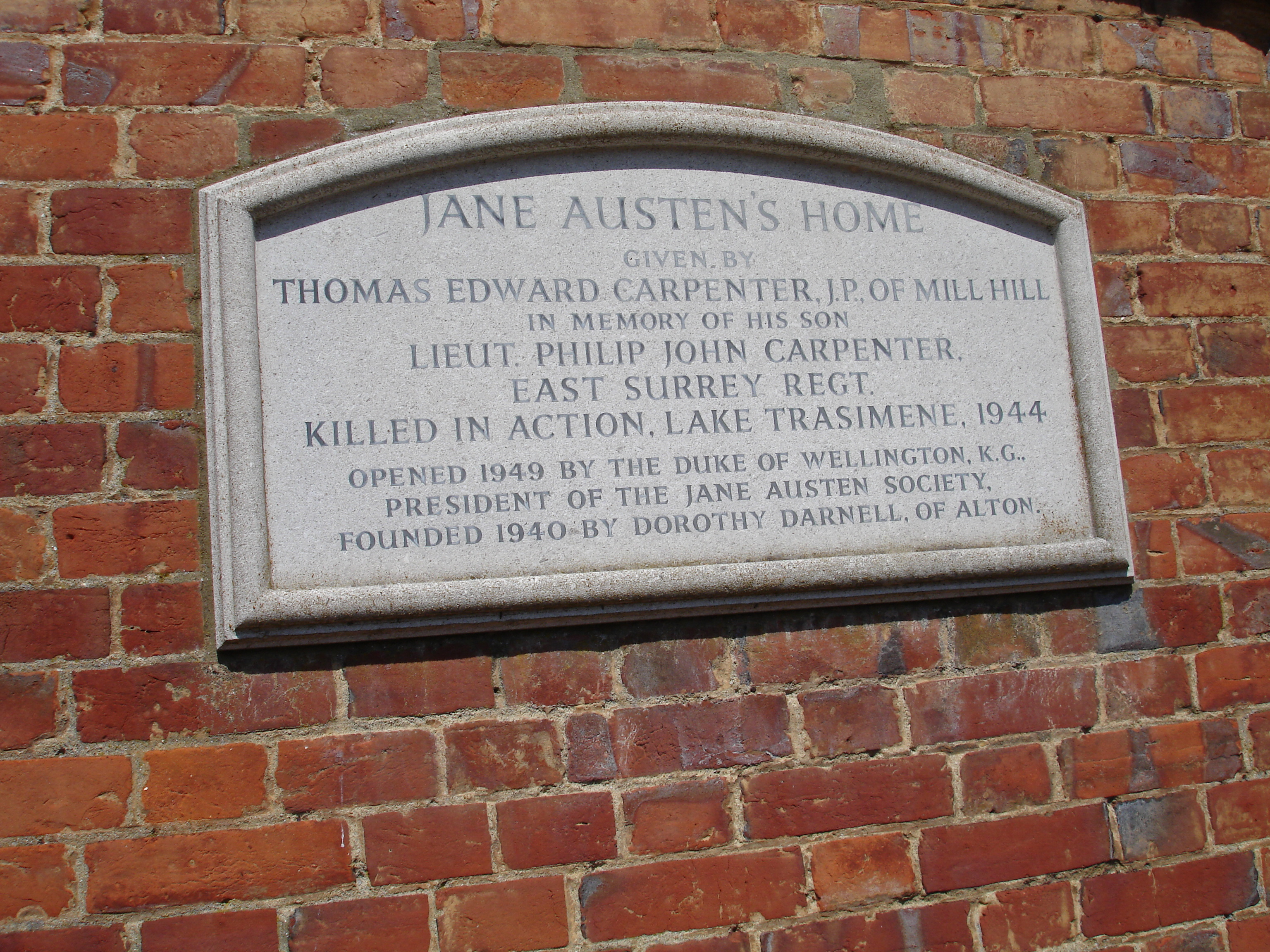
Minnesplakett över Philip John Carpenter och museets instiftande.

Efter Cassandras död 1845 kom huset att användas som flerbostadshus för lantarbetare, innan delar av byggnaden kom att bli en lokal för de lokala lantarbetarnas förening i början av 1900-talet. Återstoden av huset delades av som bostäder för arbetare på godset och gick bland annat under namnen Petty Johns och Chawton Cottage. 
Jane Austen's House Museum instiftades 1947 och drevs fram till 2014 av Jane Austen Memorial Trust. Huset såldes 1948 av Edward Austens ättling Edward Knight till Thomas Edward Carpenter för tretusen pund 1948. År 1949 donerade Carpenter huset till en stiftelse till minne av Carpenters son, löjtnant Philip John Carpenter som tillhörde 1st Battalion East Surrey Regiment, "som stupade medan han ledde sina män i strid vid Lago Trasimeno i Italien, 30 juni 1944, vid 22 års ålder".
Museet öppnade för allmänheten i juli 1949 och har omkring 40 000 besökare varje år. Det ägs och drivs av Jane Austen's House Museum CIO, en ideell organisation som har "främjandet av utbildning och i synnerhet studiet av engelsk litteratur, särskilt Jane Austens verk", som sitt mål.

## Samlingar
I museets samlingar finns arton musikböcker som ägts av Jane Austen, med stycken som transkriberats av författaren själv. Bland möblerna finns ett Muzio Clementi-pianoforte från 1813 som är av samma typ som pianot hon ägde, samt en George Hepplewhite-sekretärbokhylla som innehåller flera av hennes verk. Museet har också en samling av andra föremål och möbler som tillhört familjen Austen.
I museets samlingar finns de enda tre smycken som bevisligen tillhört Austen, ett turkost pärlarmband, en topaskors och en turkos- och guldring. Guldringen hade tidigare gått i arv bland Austens arvingar, men köptes 2012 av den amerikanska sångerskan Kelly Clarkson. Storbritanniens regering belade dock ringen med exportförbud på grund av dess historiska betydelse, och ringen kom slutligen att köpas av museet med hjälp av en anonym donation på 100 000 pund. Ringen är utställd på museet sedan februari 2014.

## Arrangemang
Museet har regelbundna arrangemang och aktiviteter, både för att sprida Jane Austens verk och för att uppmuntra blivande författare. Det hålls också regelbundet musikframföranden på Clementi-pianot och andra uppsättningar baserade på Austens verk.